# EarthGang
EarthGang (aussi stylisé EARTHGANG ou Earthgang) est un groupe américain, originaire d'Atlanta, en Géorgie, composé d'Olu (alias Johnny Venus ; né Olu Onyemachi Dakarai Fann) et de WowGr8 (alias Doctur Dot ; né Eian Parker),. Ils sont cofondateurs du collectif musical Spillage Village, avec JID, Hollywood JB, JordxnBryant, 6lack, Mereba, et Benji,.
Formé en 2008, EarthGang sort son premier EP, The Better Party, en 2010. Il est suivi de plusieurs singles et de deux mixtapes, Mad Men et Good News, en 2011. En 2013, le duo sort son premier album, Shallow Graves for Toys, qui est très bien accueilli, Noisey le qualifiant de « l'une des sorties les mieux pensées de l'année » et louant la « livraison ludique et le lyrisme mordant de l'album ». Leur deuxième album, Strays with Rabies, est publié en 2015 et reçoit des critiques positives. Après avoir signé avec Dreamville Records de J. Cole, EarthGang sort une trilogie d'EP : Rags, Robots (2017) et Royalty (2018), menant à leur premier album sur un label chez une major, Mirrorland (2019). 

## Histoire

### Débuts (2008–2011)
Le duo EarthGang est formé en 2008 par Johnny Venus et Doctur Dot, tous deux lycéens à Atlanta, en Géorgie. Selon Johnny Venus, ils se rencontrent pour la première fois lors d'une sortie scolaire en 9e année au lycée Benjamin Elijah Mays, et Venus approche ensuite Doctur Dot pour lui demander de former un groupe de musique. Les deux membres grandissent en écoutant des artistes aussi divers que les Ohio Players, Dizzy Gillespie, Madonna et Richard Pryor. À propos de leur nom EarthGang, Venus explique en 2011 que « le nom m'est venu brusquement un jour. Il représente ce dont nous sommes faits et pourquoi nous faisons ce que nous faisons. C'est pour le peuple, par le peuple. Notre musique est influencée par le conscient et le subconscient, et nous la créons pour influencer les autres ».
Le 26 janvier 2010, le groupe sort son premier EP, la mixtape intitulée The Better Party. Pour leur premier projet d'enregistrement complet, ils ont enregistré dans une multitude de studios, dont, selon Venus, « des dortoirs à l'université de Hampton, des placards à Atlanta, un studio appartenant à « Mr. Fish » (un collègue musicien underground d'Atlanta), et enfin le studio de jazz de l'université de Hampton ». L'EP est mixé et masterisé par EarthGang, avec l'aide de Jack Swain. Toujours en 2010, ils commencent à tourner aux États-Unis, se produisant dans des festivals tels que l'A3C Festival à Atlanta. Ils sortennt également des singles périodiques, et en novembre 2010, ils lancent le morceau Miss the Show. « Début 2011, ils enregistrent et publient un clip vidéo pour Kick'n It, un titre qui figurait pour la première fois sur The Better Party. Peu après, ils sortent le single Opium, pour lequel ils tourneront plus tard un clip vidéo. Le groupe sort deux albums en 2011 : Mad Men en avril et Good News en décembre.
Ils publient leur titre The F Bomb le 4 juin 2012. Le morceau sera plus tard incluse dans un album de 2014, et fait l'objet d'un clip vidéo. Machete, un single produit par 808 Mafia, est autoproduit par EarthGang le 10 février 2013, peu avant la sortie de leur vidéo musicale pour leur single de 2012 Fire Kicking Tree Limbs. En mars 2013, le groupe sort UFOs, un single lent de plus de neuf minutes.

### Shallow Graves for ToysetStrays With Rabies(2013–2016)
Le 8 juillet 2013, EarthGang sort son album Shallow Graves for Toys sur le label Spillage Village. L'album comprend plusieurs singles sortis plus tôt, tels que The F Bomb, UFOs et Machete. The F Bomb est produit par Hollywood JB de Spillage Village. L'album est réédité sur iTunes à l'été 2014. En réponse à Shallow Graves for Toys, en 2014, Noisey qualifie EarthGang de « duo de rap engageant et intelligent », louant la « livraison ludique et le lyrisme mordant » de l'album et le qualifiant de « l'une des sorties les mieux pensées de l'année ». Depuis l'album, EarthGang publie plusieurs clips officiels tirés de l'album. À l'été 2014, la vidéo de The F Bomb est publiée. Le 20 septembre 2014, EarthGang commence à soutenir une tournée de 40 dates avec son collaborateur Ab-Soul, membre de Top Dawg Entertainment.
Le 26 février 2015, EarthGang sort un EP de 7 titres intitulé Torba avec des titres de pistes pour chaque jour de la semaine. L'EP comprend des featurings de Mac Miller, OG Maco, et JordxnBryant, avec une production de Childish Major, Shine, Zeroh, Hollywood JB, et plus encore. Le 6 juillet 2015, Spillage Village sort leur deuxième projet de collaboration Bears Like this Too. Le 6 novembre 2015, EarthGang sort son deuxième album, intitulé Strays with Rabies EarthGang déclare qu'ils contribuent également à la production de l'album. Le 3 juin 2016, le duo rejoint Bas de Dreamville Records pour sa tournée nationale Too High to Riot Tour. Le 2 décembre 2016, Spillage Village sort Bears Like this Too Much avec des featurings de J. Cole et Bas, et des productions de Mac Miller, Ducko Mcfli, Childish Major et J. Cole entre autres.

### Autres sorties (depuis 2017)
Le 25 septembre 2020, Spillage Village sort son quatrième album collectif Spilligion, avec EarthGang dans les singles End of Daze, Baptize et Hapi, Le duo sort également le single Powered Up et apparait sur des morceaux avec TOKiMONSTA, Louis the Child, Sinéad Harnett, et Gorillaz en 2020. Le 18 décembre, EarthGang sort le premier single de leur prochain album, Options avec Wale. Le 16 février 2021, EarthGang révèle le titre de l'album, Ghetto Gods.

## Discographie

### Albums studio
- 2013 : Shallow Graves for Toys
- 2015 : Strays with Rabies
- 2019 : Mirrorland
- 2022 : Ghetto Gods

### Compilation
- 2019 : Revenge of the Dreamers III (avec Dreamville et J. Cole)

### Albums collaboratifs
- 2014 : Bears Like This (avec Spillage Village)
- 2015 : Bears Like This Too (avec  Spillage Village)
- 2016 : Bears Like This Too Much (avec Spillage Village)
- 2020 : Spilligion (avec Spillage Village et J.I.D)

### Mixtapes
- 2010 : The Better Party
- 2011 : Mad Man
- 2011 : Good News

### EP
- 2015 : Torba
- 2017 : Rags
- 2017 : Robots
- 2018 : Royalty

### Singles

#### Comme groupe principal
- 2014 : The F Bomb
- 2015 : Liquor Sto (feat. Marian Mereba)
- 2015 : Momma Told Me (feat. J.I.D)
- 2017 : Meditate (feat. J.I.D)
- 2017 : Robots
- 2018 : Nothing but the Best (feat. Ari Lennox)
- 2018 : Stuck (feat. Arin Ray)
- 2019 : Proud of U (feat. Young Thug)
- 2019 : Down Bad (avec J.I.D, Bas et J. Cole feat. Young Nudy)
- 2019 : Still Up (feat. Reason)
- 2020 : End of Daze (avec Spillage Village et J.I.D feat. Jurdan Bryant, Mereba et Hollywood JB)
- 2020 : Powered Up
- 2020 : Baptize (avec Spillage Village et J.I.D)
- 2020 : Hapi (avec Spillage Village et Benji. feat. Mereba et Big Rube)

#### Comme collaborateurs
- 2016 : Anarchy (Jarren Benton feat. EarthGang)
- 2016 : Can't Call It (Spillage Village feat. EarthGang, J.I.D, J. Cole et Bas)
- 2017 : D/Vision (J.I.D feat. EarthGang)
- 2017 : Voodoo (Spillage Village feat. EarthGang)
- 2019 : Church (Samm Henshaw feat. EarthGang)
- 2019 : Hope You're Happy (Emeryld feat.EarthGang)
- 2019 : Collide (Tiana Major9 feat. EarthGang)
- 2019 : Big Titties (Rico Nasty, Kenny Beats feat. Baauer et EarthGang)
- 2020 : Fried For The Night (Tokimonsta feat. EarthGang)

## Distinctions
| Prix               | Année | Catégorie                    | Nommé                                            | Résultat   | Réf.   |
| ------------------ | ----- | ---------------------------- | ------------------------------------------------ | ---------- | ------ |
| ARIA Music Awards  | 2023  | Meilleur morceau RnB/soul    | Forest Claudette (feat. EarthGang) – Mess Around | Lauréat    | [ 20 ] |
| BET Hip Hop Awards | 2020  | Meilleur duo/groupe          | Eux-même                                         | Nomination | [ 21 ] |
| Black Reel Awards  | 2020  | Meilleur morceau acclamé     | Collide (avec Tiana Major9)                      | Lauréat    | [ 22 ] |
| Grammy Awards      | 2020  | Meilleure performance de rap | Down Bad (avec J. Cole, JID, Bas et Young Nudy)  | Nomination | [ 23 ] |
| Grammy Awards      | 2021  | Meiller morceau RnB          | Collide (avec Tiana Major9)                      | Nomination | [ 23 ] |